# Pichichi (danh hiệu)

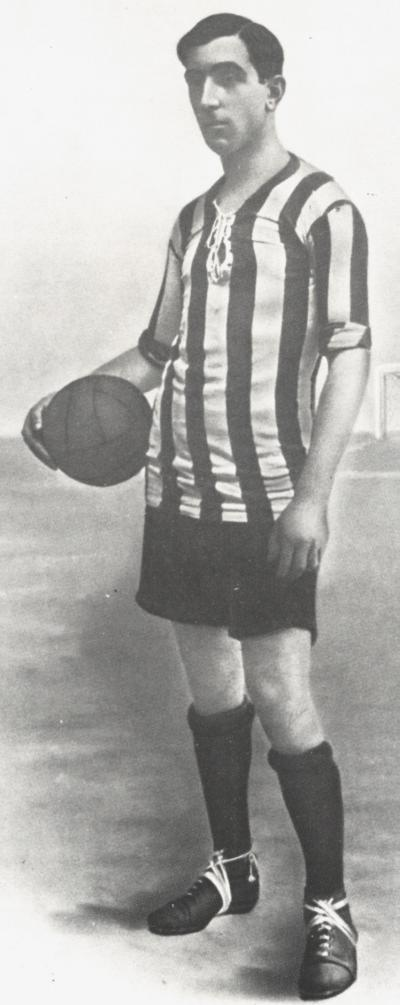
Tiền đạo của Athletic Bilbao, Rafael "Pichichi" Moreno là tên mà danh hiệu này được đặt theo.

Trong bóng đá Tây Ban Nha, Trofeo Pichichi được tờ báo thể thao Marca trao giải cho cầu thủ ghi bàn hàng đầu của mỗi mùa giải La Liga. Được đặt theo tên của tiền đạo của Athletic Bilbao, Rafael "Pichichi" Moreno, danh hiệu đã được trao hàng năm kể từ mùa giải 1952. Tất cả những người ghi bàn hàng đầu trước khi giải thưởng này được tạo ra đều được đặt tên hồi tố là người chiến thắng giải Pichichi của Marca. Kể từ mùa giải 2014-15, cầu thủ ghi bàn hàng đầu của Liga Iberdrola cũng được trao giải Cúp Pichichi.
Pichichi không được cơ quan quản lý của giải đấu, Liga de Fútbol Profesional (LFP) chính thức công nhận. Khi giải thưởng được dựa trên các tiêu chí chủ quan Marca ' dữ liệu của nó có thể khác với các báo cáo trận đấu chính thức. Đối với những cầu thủ ghi bàn hàng đầu ở La Liga theo dữ liệu LFP, xem Danh sách những người ghi bàn hàng đầu La Liga. Cầu thủ có nhiều chiến thắng nhất là Lionel Messi với 8 lần nhận danh hiệu

## Người chiến thắng

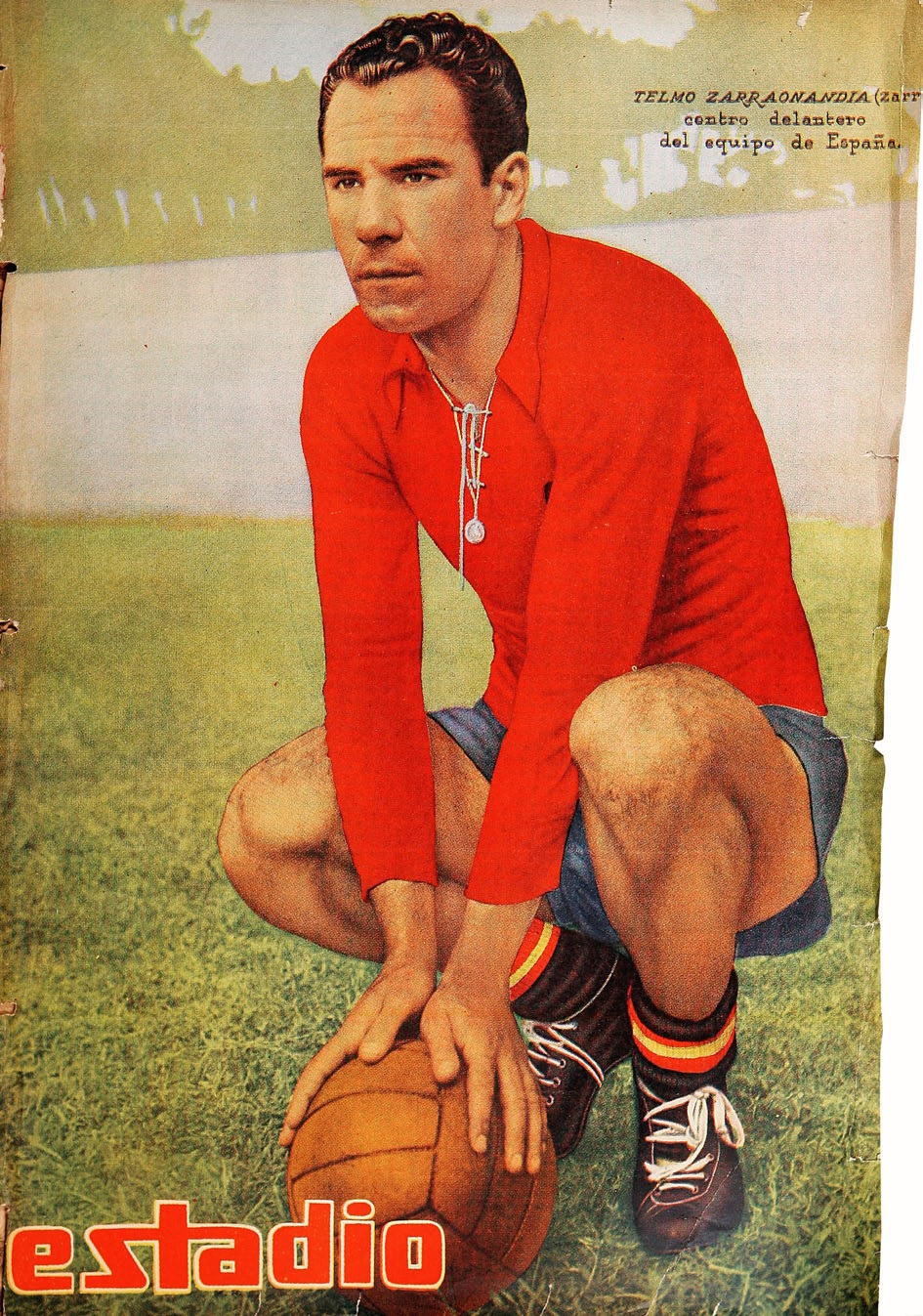
Telmo Zarra đã giành được Pichichi Trophy lần đầu tiên vào năm 1953 và kết thúc với sáu chiếc cúp.

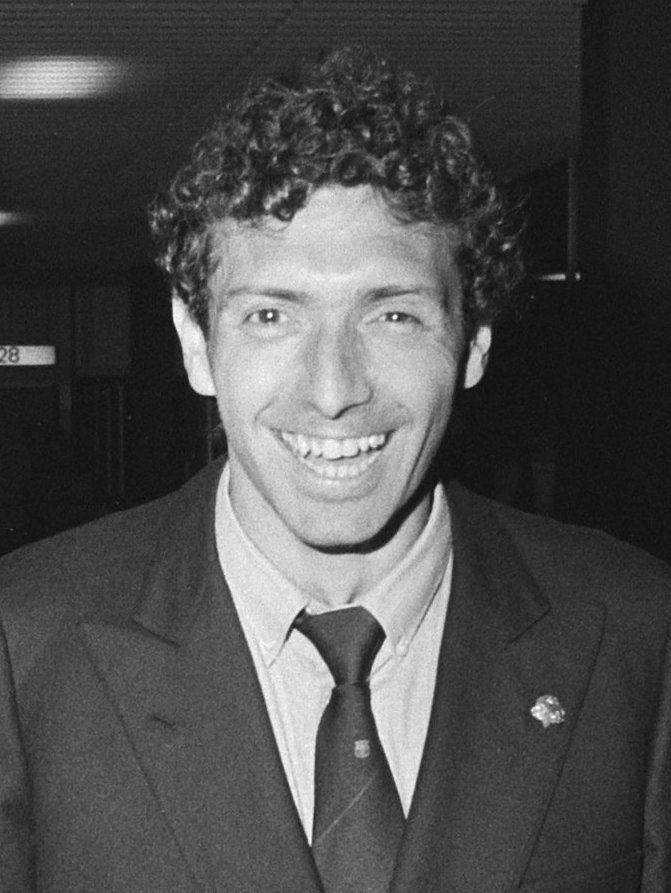
Quini đã giành được Cúp Pichichi với hai câu lạc bộ khác nhau.

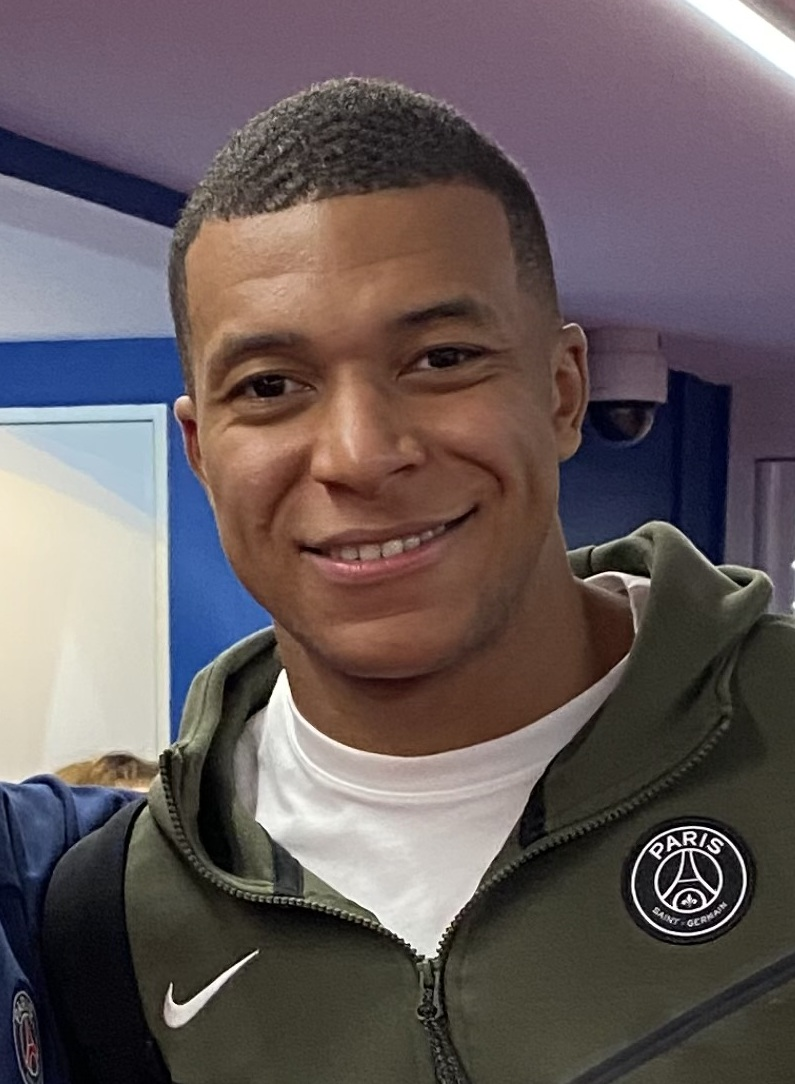
Tiền đạo của Real Madrid Kylian Mbappé hiện đang là người nắm giữ danh hiệu này, sau khi giành được danh hiệu Pichichi đầu tiên trong mùa giải 2024–25. Anh cũng đã giành được Chiếc giày vàng châu Âu vào cuối mùa giải.

Ghi chú
| Mùa giải  | Cầu thủ                 | Câu lạc bộ          | Bàn thắng | Số trận | Tỉ lệ |
| --------- | ----------------------- | ------------------- | --------- | ------- | ----- |
| 1929      | Paco Bienzobas          | Real Sociedad       | 14        | 18      | 0.778 |
| 1929–30   | Guillermo Gorostiza     | Athletic Bilbao     | 19        | 18      | 1.056 |
| 1930–31   | Bata                    | Athletic Bilbao     | 27        | 17      | 1.588 |
| 1931–32   | Guillermo Gorostiza (2) | Athletic Bilbao     | 12        | 15      | 0.8   |
| 1932–33   | Manuel Olivares         | Real Madrid         | 16        | 14      | 1.143 |
| 1933–34   | Isidro Lángara          | Oviedo              | 27        | 18      | 1.5   |
| 1934–35   | Isidro Lángara (2)      | Oviedo              | 26        | 22      | 1.182 |
| 1935–36   | Isidro Lángara (3)      | Oviedo              | 28        | 21      | 1.333 |
| 1939–40   | Víctor Unamuno          | Athletic Bilbao     | 20        | 22      | 0.909 |
| 1940–41   | Pruden                  | Atlético Madrid     | 30        | 22      | 1.364 |
| 1941–42   | Mundo                   | Valencia            | 27        | 25      | 1.08  |
| 1942–43   | Mariano Martín          | Barcelona           | 32        | 23      | 1.391 |
| 1943–44   | Mundo (2)               | Valencia            | 27        | 26      | 1.038 |
| 1944–45   | Telmo Zarra             | Athletic Bilbao     | 19        | 26      | 0.731 |
| 1945–46   | Telmo Zarra (2)         | Athletic Bilbao     | 24        | 18      | 1.333 |
| 1946–47   | Telmo Zarra (3)         | Athletic Bilbao     | 34        | 24      | 1.417 |
| 1947–48   | Pahiño                  | Celta Vigo          | 23        | 22      | 1.045 |
| 1948–49   | César                   | Barcelona           | 28        | 24      | 1.167 |
| 1949–50   | Telmo Zarra (4)         | Athletic Bilbao     | 25        | 26      | 0.962 |
| 1950–51   | Telmo Zarra (5)         | Athletic Bilbao     | 38        | 30      | 1.267 |
| 1951–52   | Pahiño (2)              | Real Madrid         | 28        | 27      | 1.037 |
| 1952–53   | Telmo Zarra (6)         | Athletic Bilbao     | 24        | 29      | 0.828 |
| 1953–54   | Alfredo Di Stéfano      | Real Madrid         | 27        | 28      | 0.964 |
| 1954–55   | Juan Arza               | Sevilla             | 28        | 29      | 0.966 |
| 1955–56   | Alfredo Di Stéfano (2)  | Real Madrid         | 24        | 30      | 0.8   |
| 1956–57   | Alfredo Di Stéfano (3)  | Real Madrid         | 31        | 30      | 1.033 |
| 1957–58   | Manuel Badenes          | Valladolid          | 19        | 29      | 0.655 |
| 1957–58   | Ricardo Alós            | Valencia            | 19        | 29      | 0.655 |
| 1957–58   | Alfredo Di Stéfano (4)  | Real Madrid         | 19        | 30      | 0.633 |
| 1958–59   | Alfredo Di Stéfano (5)  | Real Madrid         | 23        | 28      | 0.821 |
| 1959–60   | Ferenc Puskás           | Real Madrid         | 26        | 24      | 1.083 |
| 1960–61   | Ferenc Puskás (2)       | Real Madrid         | 27        | 28      | 0.964 |
| 1961–62   | Juan Seminario          | Zaragoza            | 25        | 30      | 0.833 |
| 1962–63   | Ferenc Puskás (3)       | Real Madrid         | 26        | 30      | 0.867 |
| 1963–64   | Ferenc Puskás (4)       | Real Madrid         | 20        | 25      | 0.8   |
| 1964–65   | Cayetano Ré             | Barcelona           | 25        | 30      | 0.833 |
| 1965–66   | Vavá II                 | Elche               | 19        | 30      | 0.633 |
| 1966–67   | Waldo                   | Valencia            | 24        | 30      | 0.8   |
| 1967–68   | Fidel Uriarte           | Athletic Bilbao     | 22        | 24      | 0.917 |
| 1968–69   | Amancio                 | Real Madrid         | 14        | 29      | 0.483 |
| 1968–69   | José Eulogio Gárate     | Atlético Madrid     | 14        | 30      | 0.467 |
| 1969–70   | Amancio (2)             | Real Madrid         | 16        | 29      | 0.552 |
| 1969–70   | Luis Aragonés           | Atlético Madrid     | 16        | 30      | 0.533 |
| 1969–70   | José Eulogio Gárate (2) | Atlético Madrid     | 16        | 30      | 0.533 |
| 1970–71   | José Eulogio Gárate (3) | Atlético Madrid     | 17        | 28      | 0.607 |
| 1970–71   | Carles Rexach           | Barcelona           | 17        | 28      | 0.607 |
| 1971–72   | Enrique Porta           | Granada             | 20        | 31      | 0.645 |
| 1972–73   | Marianín                | Oviedo              | 19        | 32      | 0.594 |
| 1973–74   | Quini                   | Sporting Gijón      | 20        | 34      | 0.588 |
| 1974–75   | Carlos                  | Athletic Bilbao     | 19        | 32      | 0.594 |
| 1975–76   | Quini (2)               | Sporting Gijón      | 18        | 34      | 0.529 |
| 1976–77   | Mario Kempes            | Valencia            | 24        | 34      | 0.706 |
| 1977–78   | Mario Kempes (2)        | Valencia            | 28        | 34      | 0.824 |
| 1978–79   | Hans Krankl             | Barcelona           | 29        | 30      | 0.967 |
| 1979–80   | Quini (3)               | Sporting Gijón      | 24        | 34      | 0.706 |
| 1980–81   | Quini (4)               | Barcelona           | 20        | 30      | 0.667 |
| 1981–82   | Quini (5)               | Barcelona           | 26        | 32      | 0.813 |
| 1982–83   | Poli Rincón             | Real Betis          | 20        | 30      | 0.667 |
| 1983–84   | Jorge da Silva          | Valladolid          | 17        | 30      | 0.567 |
| 1983–84   | Juanito                 | Real Madrid         | 17        | 31      | 0.548 |
| 1984–85   | Hugo Sánchez            | Atlético Madrid     | 19        | 33      | 0.576 |
| 1985–86   | Hugo Sánchez (2)        | Real Madrid         | 22        | 33      | 0.667 |
| 1986–87   | Hugo Sánchez (3)        | Real Madrid         | 34        | 41      | 0.829 |
| 1987–88   | Hugo Sánchez (4)        | Real Madrid         | 29        | 36      | 0.806 |
| 1988–89   | Baltazar                | Atlético Madrid     | 35        | 36      | 0.972 |
| 1989–90   | Hugo Sánchez (5)        | Real Madrid         | 38        | 35      | 1.086 |
| 1990–91   | Emilio Butragueño       | Real Madrid         | 19        | 35      | 0.543 |
| 1991–92   | Manolo                  | Atlético Madrid     | 27        | 36      | 0.75  |
| 1992–93   | Bebeto                  | Deportivo La Coruña | 29        | 37      | 0.784 |
| 1993–94   | Romário                 | Barcelona           | 30        | 33      | 0.909 |
| 1994–95   | Iván Zamorano           | Real Madrid         | 28        | 38      | 0.737 |
| 1995–96   | Juan Antonio Pizzi      | Tenerife            | 31        | 41      | 0.756 |
| 1996–97   | Ronaldo                 | Barcelona           | 34        | 37      | 0.919 |
| 1997–98   | Christian Vieri         | Atlético Madrid     | 24        | 24      | 1     |
| 1998–99   | Raúl                    | Real Madrid         | 25        | 37      | 0.676 |
| 1999–2000 | Salva                   | Racing Santander    | 27        | 36      | 0.75  |
| 2000–01   | Raúl (2)                | Real Madrid         | 24        | 36      | 0.667 |
| 2001–02   | Diego Tristán           | Deportivo La Coruña | 21        | 35      | 0.6   |
| 2002–03   | Roy Makaay              | Deportivo La Coruña | 29        | 38      | 0.763 |
| 2003–04   | Ronaldo (2)             | Real Madrid         | 25        | 32      | 0.781 |
| 2004–05   | Diego Forlán            | Villarreal          | 25        | 38      | 0.658 |
| 2005–06   | Samuel Eto'o            | Barcelona           | 26        | 34      | 0.765 |
| 2006–07   | Ruud van Nistelrooy     | Real Madrid         | 25        | 37      | 0.676 |
| 2007–08   | Daniel Güiza            | Mallorca            | 27        | 37      | 0.73  |
| 2008–09   | Diego Forlán (2)        | Atlético Madrid     | 32        | 33      | 0.97  |
| 2009–10   | Lionel Messi            | Barcelona           | 34        | 35      | 0.971 |
| 2010–11   | Cristiano Ronaldo       | Real Madrid         | 41        | 34      | 1.206 |
| 2011–12   | Lionel Messi (2)        | Barcelona           | 50        | 37      | 1.351 |
| 2012–13   | Lionel Messi (3)        | Barcelona           | 46        | 32      | 1.438 |
| 2013–14   | Cristiano Ronaldo (2)   | Real Madrid         | 31        | 30      | 1.033 |
| 2014–15   | Cristiano Ronaldo (3)   | Real Madrid         | 48        | 35      | 1.371 |
| 2015–16   | Luis Suárez             | Barcelona           | 40        | 35      | 1.143 |
| 2016–17   | Lionel Messi (4)        | Barcelona           | 37        | 34      | 1.088 |
| 2017–18   | Lionel Messi (5)        | Barcelona           | 34        | 36      | 0.944 |
| 2018–19   | Lionel Messi (6)        | Barcelona           | 36        | 34      | 1.059 |
| 2019–20   | Lionel Messi (7)        | Barcelona           | 25        | 33      | 0.758 |
| 2020–21   | Lionel Messi (8)        | Barcelona           | 30        | 35      | 0.857 |
| 2021–22   | Karim Benzema           | Real Madrid         | 27        | 32      | 0.844 |
| 2022–23   | Robert Lewandowski      | Barcelona           | 23        | 34      | 0.676 |
| 2023–24   | Artem Dovbyk            | Girona              | 24        | 36      | 0.667 |
| 2024–25   | Kylian Mbappé           | Real Madrid         | 31        | 34      | 0.912 |